# Ronde van Italië 1997
| Eindklassement       |                               |              |
| Algemeen klassement  | Ivan Gotti                    | 102u 53' 58" |
| Tweede               | Pavel Tonkov                  | + 1' 27"     |
| Derde                | Giuseppe Guerini              | + 7' 40"     |
| Vierde               | Nicola Miceli                 | + 12' 20"    |
| Vijfde               | Serhij Hontsjar               | + 12' 44"    |
| Zesde                | Wladimir Belli                | + 12' 48"    |
| Zevende              | Giuseppe Di Grande            | + 12' 54"    |
| Achtste              | Marcos Serrano                | + 16' 07"    |
| Negende              | Stefano Garzelli              | + 18' 08"    |
| Tiende               | José Luis Rubiera             | + 18' 56"    |
| 19e                  | Axel Merckx (Bel)             | + 47' 44"    |
| Rode Lantaarn        | Marco-Antonio Di Renzo (110e) | + 4h 22' 23" |
| Puntenklassement     | Mario Cipollini               | 202 punten   |
| Tweede               | Dmitri Konysjev               | 146 punten   |
| Derde                | Glenn Magnusson               | 145 punten   |
| Bergklassement       | Chepe González                | 99 punten    |
| Tweede               | Mariano Piccoli               | 35 punten    |
| Derde                | Roberto Conti                 | 28 punten    |
| Intergiro klassement | Dmitri Konysjev               | 52h 48' 18"  |
| Tweede               | Mario Cipollini               | + 3' 01"     |
| Derde                | Glenn Magnusson               | + 3' 15"     |
| Ploegenklassement    | Kelme                         | 309h 26' 09" |
| Tweede               | Mapei                         | -            |
| Derde                | Saeco                         | -            |

De 80e editie van de Ronde van Italië ging van start op 17 mei 1997 van start in Venetië. Hij eindigde op 8 juni in Milaan. Er stonden 180 renners verdeeld over 20 ploegen aan de start. Hij werd gewonnen door Ivan Gotti.
- Aantal ritten: 22
- Totale afstand: 3912,0 km
- Gemiddelde snelheid: 38,018 km/u
- Aantal deelnemers: 180

## Belgische en Nederlandse prestaties
In totaal namen er 1 Belg en 0 Nederlanders deel aan de Giro van 1997.

### Belgische etappezeges
- In 1997 was er geen Belgische etappezege

### Nederlandse etappezeges
- In 1997 was er geen Nederlandse etappezege

## Etappe-overzicht
| Datum                  | Etappe    | Parcours                                        | Afstand | Eerste                    | Tweede                      | Derde                     | Klassementsleider     |
| ---------------------- | --------- | ----------------------------------------------- | ------- | ------------------------- | --------------------------- | ------------------------- | --------------------- |
| 17 mei                 | etappe 1  | Venetië - Venetië                               | 128 km  | Mario Cipollini (Ita)     | Nicola Minali (Ita)         | Endrio Leoni (Ita)        | Mario Cipollini (Ita) |
| 18 mei                 | etappe 2  | Mestre - Cervia                                 | 211 km  | Mario Cipollini (Ita)     | Ján Svorada (Tsj)           | Endrio Leoni (Ita)        | Mario Cipollini (Ita) |
| 19 mei                 | etappe 3  | Santarcangelo di Romagna - San Marino (tijdrit) | 18 km   | Pavel Tonkov (Rus)        | Jevgeni Berzin (Rus)        | Roberto Petito (Ita)      | Pavel Tonkov (Rus)    |
| 20 mei                 | etappe 4  | San Marino - Arezzo                             | 156 km  | Mario Cipollini (Ita)     | Endrio Leoni (Ita)          | Ángel Edo (Spa)           | Pavel Tonkov (Rus)    |
| 21 mei                 | etappe 5  | Arezzo - Monte Terminillo                       | 215 km  | Pavel Tonkov (Rus)        | Luc Leblanc (Fra)           | Marco Pantani (Ita)       | Pavel Tonkov (Rus)    |
| 22 mei                 | etappe 6  | Rieti - Lanciano                                | 210 km  | Roberto Sgambelluri (Ita) | Dario Frigo (Ita)           | Michele Coppolillo (Ita)  | Pavel Tonkov (Rus)    |
| 23 mei                 | etappe 7  | Lanciano - Mondragone                           | 210 km  | Marcel Wüst (Dui)         | Mirko Rossato (Ita)         | Endrio Leoni (Ita)        | Pavel Tonkov (Rus)    |
| 24 mei                 | etappe 8  | Mondragone - Cava dei Tirreni                   | 212 km  | Mario Manzoni (Ita)       | Stefano Giraldi (Ita)       | Maurizio Molinari (Ita)   | Pavel Tonkov (Rus)    |
| 25 mei                 | etappe 9  | Cava dei Tirreni - Castrovillari                | 232 km  | Dmitri Konysjev (Rus)     | Mariano Piccoli (Ita)       | Roberto Petito (Ita)      | Pavel Tonkov (Rus)    |
| 26 mei                 | etappe 10 | Castrovillari - Tarente                         | 189 km  | Mario Cipollini (Ita)     | Endrio Leoni (Ita)          | Fabio Baldato (Ita)       | Pavel Tonkov (Rus)    |
| 27 mei was een rustdag |           |                                                 |         |                           |                             |                           |                       |
| 28 mei                 | etappe 11 | Lido di Camaiore - Lido di Camaiore             | 155 km  | Gabriele Missaglia (Ita)  | Andrea Vatteroni (Ita)      | Mirko Celestino (Ita)     | Pavel Tonkov (Rus)    |
| 29 mei                 | etappe 12 | La Spezia - Varazze                             | 214 km  | Giuseppe Di Grande (Ita)  | Marcos Serrano (Spa)        | Aleksandr Sjefer (Kaz)    | Pavel Tonkov (Rus)    |
| 30 mei                 | etappe 13 | Varazze - Cuneo                                 | 150 km  | Glenn Magnusson (Zwe)     | Mirko Rossato (Ita)         | Mario Cipollini (Ita)     | Pavel Tonkov (Rus)    |
| 31 mei                 | etappe 14 | Racconigi - Breuil-Cervinia                     | 240 km  | Ivan Gotti (Ita)          | Nicola Miceli (Ita)         | Stefano Garzelli (Ita)    | Ivan Gotti (Ita)      |
| 1 juni                 | etappe 15 | Verrès - Borgomanero                            | 173 km  | Alessandro Baronti (Ita)  | Filippo Casagrande (Ita)    | Paolo Savoldelli (Ita)    | Ivan Gotti (Ita)      |
| 2 juni                 | etappe 16 | Borgomanero - Dalmine                           | 158 km  | Fabiano Fontanelli (Ita)  | Fabio Roscioli (Ita)        | Angelo Lecchi (Ita)       | Ivan Gotti (Ita)      |
| 3 juni                 | etappe 17 | Dalmine - Verona                                | 200 km  | Mirko Gualdi (Ita)        | Alessandro Pozzi (II) (Ita) | José Jaime González (Col) | Ivan Gotti (Ita)      |
| 4 juni                 | etappe 18 | Baselga di Pinè - Cavalese (tijdrit)            | 40 km   | Serhij Hontsjar (Oek)     | Jevgeni Berzin (Rus)        | Bruno Boscardin (Zwi)     | Ivan Gotti (Ita)      |
| 5 juni                 | etappe 19 | Predazzo - Pfalzen/Falzes                       | 222 km  | José Luis Rubiera (Spa)   | Roberto Conti (Ita)         | Giuseppe Guerini (Ita)    | Ivan Gotti (Ita)      |
| 6 juni                 | etappe 20 | BrüneckBrunico - Passo del Tonale               | 176 km  | José Jaime González (Col) | Massimo Podenzana (Ita)     | Felice Puttini (Zwi)      | Ivan Gotti (Ita)      |
| 7 juni                 | etappe 21 | Malè - Edolo                                    | 238 km  | Pavel Tonkov (Rus)        | Ivan Gotti (Ita)            | Wladimir Belli (Ita)      | Ivan Gotti (Ita)      |
| 8 juni                 | etappe 22 | Boario Terme - Milaan                           | 165 km  | Mario Cipollini (Ita)     | Glenn Magnusson (Zwe)       | Luca Mazzanti (Ita)       | Ivan Gotti (Ita)      |